# Hans Brøchner
Hans Brøchner (født 30. maj 1820 i Fredericia, død 17. december 1875 i København) var en dansk filosof, som efter påvirkning fra David Friedrich Strauss og Ludwig Feuerbach afviste kristendommens centrale dogmer og nåede frem til en monisme eller enhedsfilosofi, hvor det grundlæggende princip var et idealt-realt enhedsprincip: Livet forstået som en formålsrettet proces eller som et teleologisk princip.
Brøchner blev født i Fredericia, hvor hans far Thøger Brøchner (1781–1846) var købmand, mens hans mor Johanne Kirstine, født Kieldsen (1786–1826) var i slægt med Søren Kierkegaard.
Efter 1836 at være blevet student, kastede Brøchner sig først over teologiske studier, men førtes ved disse til et bestemt brud med kristendommen, der blev afgørende for hele hans følgende liv og virksomhed. I sit religiøse syn var han påvirket af Spinoza, men kritisk til sin slægtning Søren Kierkegaard.

## Orientering bort fra kristendommen
1842 oversatte han Strauss' Troslære – se afsnittet Litteratur – hvorpå han gav sig til at studere østerlandsk filologi og filosofi.
Foranlediget af Martensens skrift Den kristelige Daab udgav han 1843 Nogle Bemærkninger om Daaben.
1845 tog han magisterkonferens og erhvervede sig samme år magistergraden ved en afhandling Om det jødiske folks Tilstand i den persiske Periode.
Efter 1846-1853 at have foretaget forskellige udenlandsrejser, kastede han sig en kort tid ind i den politiske kamp, idet hna blev valgt til folketingsmand for Fredericia i 1854, men vendte snart tilbage til sine historisk-filosofiske studier. I 1857 fremlagt han sin afhandling om Benedict Spinoza (1857). Samme år udnævntes han til ekstraordinær docent i filosofi ved universitetet, hvor han allerede fra 1849 havde virket som privatdocent. I 1870 blev han professor ordinarius.
Sine religiøse anskuelser fremstillede og begrundede han nærmere i de to skrifter: Problemet om Tro og Viden (1868) og Om det religiøse i dets Enhed med det humane (1869). Samme år udgav han endvidere Bidrag til Opfattelsen af Filosofiens historiske Udvikling, en art filosofiens historiefilosofi, der nogle år senere suppleredes med en fremstilling af selve Filosofiens Historie (1873-1874).
I tidsskrifterne Nyt dansk Maanedsskrift og Det nittende Aarhundrede har han endvidere leveret et par interessante småafhandlinger: Forholdet mellemdet bevidste og det ubevidste, Giordano Bruno og Erindringer om Søren Kierkegaard, ligesom han 1868 havde udgivet et skarpt lille stridsskrift: Et Svar til Professor R. Nielsen, (Rasmus Nielsen).
I 1862 giftede Brøchner sig med Dorothea Ipsen, datter af afdøde justitsråd Ipsen, forhenværende apoteker i Holbæk; hun døde dog allerede fire år efter, og han sad tilbage med to små børn. Selv kæmpede Brøchner i en lang årrække med en hårdnakket tuberkulose, han også døde af.
Han er begravet på Assistens Kirkegård.

### Det var let for Brøchner at orientere sig mod Strauss, hvisTroslærehan oversatte
En dyb sædelig alvor forbundet med en tankens energi og skarphed, som under gunstigere forhold sikkert ville have præsteret
det ualmindelige, var grundtrækket i Brøchners karakter.
I mere end én henseende var han først og fremmest en religiøs personlighed, og det er derfor ganske naturligt, at han som ung student først
kastede sig over teologien.
I Danmark var samtidig den rationalistiske kristendomsopfattelse væsentlig overvundet af den nugældende, medens i Tyskland Feuerbach rettede sine voldsomme lyriske angreb på religionen i det hele, og Strauss søgte kritisk-historisk at
forstå den. Det lå i hele Brøchners karakter, at han nærmest måtte slutte sig til denne sidste, hvis Troslære han derfor oversatte.

### Brød med kristendommen, men udformede en "renset" teisme, som han holdt fast ved
Dog røbede han allerede fra første færd af en ualmindelig selvstændighed, da han brød med kirkens kristendom, fordi han fandt modsigelser og væsentlige ufuldkommenheder her. Men snart udformede han en "renset" teisme med et stærkt betonetpanteistisk skær over sig. Denne anskuelse fastholdt han, mens Strauss og Feuerbach gik fra standpunkt til standpunkt.
Da Mynster udtalte, at man med magt burde døbe baptisternes børn, og Martensen i sit førnævnte modskrift indvendte, at der bør være en vis frihed ved dåben, protesterede Brøchner straks mod dette "halve Standpunkt", som han fandt betegnende for hele den nyere dogmatik, der i modsætning til den langt modigere gamle "hverken vil bryde med Tro eller Fornuft, men plukker Fornuften til Charpi for at læge Troens Saar".
Friheden hos det lille barn, siger han, er højst den, at det skriger over det kolde vand, og da det er lige så meningsløst at ladefadderne tro for barnet, som det er umuligt for dette selv at tro, bliver barnedåben derfor enten uholdbar som sakramente, eller den medfører de forfærdeligste uetiske konsekvenser i retning af vilkårlig prædestination og lignende. 

## Opponerer mod halvheder i teologien og udformer sit 'idealt-reale princip'
Til lignende halvheder hos teologien og til lignende konsekvenser af antagelsen af den gængse kristendom kommer Brøchner tilbage i sine to skrifter fra 1868 og 1869, og han søger i det sidste at påvise, hvorledes en omhyggeligere prøvelse af de religiøse spørgsmål fører til en renere lære. Med Aristoteles og Hegel er han forvisset om, at tilværelsen bør opfattes som et organisk hele, hvis inderste kilde, guddommen eller "det Absolute", først og fremmest må tænkes således, at det forklarer hele den legemlig-åndelige mangfoldighed.
Brøchner kalder det derfor det idealt-reale princip og bestemmer det som "absolut Subjektivitet".
Da det endvidere må kunne forklare den tænkende og etisk villende menneskeånd, må bestemmelserne tænken og villen tillægges det, idet de dog først befries for deres menneskelige ufuldkommenhed.
På lignende måde må bestemmelserne selvbevidsthed og personlighed, godhed, hellighed, retfærdighed og kærlighed undergå en "Metamorfose", før de kunne overføres på guddommen. Som ogsåkristendommen lærer, må dette princip dels tænkes immanent i verden, der jo er i og ved det, og for så vidt får vi en panteisme.
Men Brøchner finder de fleste historisk fremtrådte panteistiske systemer uholdbare, fordi de ikke tillige skarpt har fremhævet "det Absolutes" transcendens. Såvel guddommens som de endelige ånders selvstændighed over for tilværelsestotaliteten må også hævdes, og Brøchner antager derfor "en Transcendens inden for Immanensen", medens han dog finder det umuligt at stille guddommen som en skaber og undergører over for verden.

### Det religiøse forhold bestemmes som "det absolute Forhold til det Absolute"
Det religiøse forhold bestemmer Brøchner som "det absolute Forhold til det absolute".
Som absolut må dette forhold omfatte hele menneskevæsenet, både tanke, følelse og vilje.
Skulle for eksempel tanken udelukkes eller "Fornuften tages fangen", kunne forholdet kun blive halvt, og en fornuftstridig religion kan derfor ikke være den sande for mennesket. Endvidere må forholdet omfatte hele livet, alle de relative formål.
At ville sig selv efter sin sandhed, som led i totaliteten, det vil sige kærlighedsforholdet til Gud og Næsten, bliver altså målet, og det religiøse forhold viser sig således som fuldendelsen af alle de etiske, medens et religiøst, der skulle ligge ud over det etiske og således menneskelig set være et uetisk, nødvendigvis må forkastes af mennesket. Brøchner træder her i modsætning til Søren Kierkegaard, der hævder, at etisk set er Abraham en morder, men religiøst set en "Troens Ridder". Det absolute, siger Brøchner, må være "vort Absolute", have væsenslighed med os; Abrahams Gud, en vilkårlig udvælgende og fordømmende Gud,
kan ikke være menneskets Gud.

#### Menneskeånden stræber efter forsoning
I det religiøse forhold stræber menneskeånden efter forsoning i sig og med sit princip.
Målet for mennesket er at ville sig selv efter sin uendelighed, som led af totaliteten.
Men som endeligt-uendeligt væsen har det at realisere denne uendelige opgave i endeligheden, i eksistensen, og det begynder bestandig
endeligt. Denne endelighed selv er ikke det onde; men som frit væsen har mennesket mulighed til at ville endeligheden i og for sig, at ville sig selv i sin endelighed eller i sin isolation. Dette er det onde, der giver mennesket skyld. Men i denne selvhævdelse i selviskhedens form er menneskevæsenet splidagtigt med sig selv; det kæmper på én gang for sig selv og mod sig selv
(som moment i det absolute), og en mulighed for det ondes selvopløsning er derved givet.
Det i forsoningen virksomme er dels individets anger, dels de supplerende individers etiske livsmeddelelse (opdragelse, kærlighedsforholdet) og endelig det absolutte selv, der bestandig virker i og gennem væsenet.
Ved denne, det absoluttes medvirken kan skylden, der som krænkelse af guddommen og begyndende ødelæggelse af menneskets væsen må bestemmes som synd, atter ophæves, hvorimod forsoningslæren i de positive religioner, selv i kristendommen, må forkastes som paradoks.
Angående udødeligheden lærer Brøchner, at menneskeånden som et væsentligt ikke kan gå til grunde ved legemets død;
men på den anden side finder han en individuel, personlig udødelighed utænkelig.
Menneskesjælen går ved døden som "et mere eller mindre intensivt Moment" op i guddommen.

## Brøchners komprimerede tanker stiller store krav til læserne
Det er en rig fylde af omhyggelig overvejede tanker, Brøchner har nedlagt i dette sit hovedværk; men de fremtræder i en så sammentrængt form og stiller så store fordringer til læserens selvtænkning og filosofiske dannelse, at næppe mange ville kunne læse og endnu færre forstå udviklingen.
I det væsentlige står Brøchner endnu på den spekulative filosofis standpunkt; men i adskillige henseender føres han ved sin skarpe, omhyggelige og samvittighedsfulde tænkning uvilkårlig ud over den.
Det vil af det foregående let forstås, at Brøchner på mange måder måtte følesig beslægtet med en tænker som Spinoza.
Med en trods det spekulative grundsyn i mange henseender fortræffelig, skarpsindig og åndfuld afhandling om spinozismen begynder Brøchner derfor sine filosofihistoriske arbejder.

## Filosofihistoriske arbejder – det er måske dem der lider mest under det abstrakte grundsyn
Den næstfølgende afhandling af denne art: Bidrag til Opfattelsen af Filosofiens historiske Udvikling er måske det af Brøchners arbejder, som har mindst nutidsinteresse.
På intet område måtte det abstrakte grundsyn virke mere hæmmende og forstyrrende end her.
Når Brøchner går ud fra, at filosofien, i alt fald hvad de større hovedtanker angår, så at sige har sin historie for sig selv, så at hvert følgende system væsentlig kan forstås ud fra de tidligere, så har han i for høj grad overset, at enhver åndsvirksomhed opstår og udvikles i bestandig levende vekselvirkning med samtlige andre, så at enhver isoleret filosofiens, kunstens, poesiens, religionens historie bliver en umulighed eller usandhed, fordi der højst kun gives en almindelig åndslivets historie, i hvilken årsagsrækkerne fra samtlige enkelte områder idelig krydses og sammenslynges.
Og ville han indvende, at en isoleret videnskabens historie måtte der dog kunne gives, så kom atter den omstændighed i vejen, at de filosofiske systemer jo faktisk i reglen har vovet sig langt ud over det strengt objektivtvidenskabelige ind på den individuelle, personlige livsanskuelses område.
Men bliver end herved hans arbejdes egentlige grundtanker mindre værdifulde, så må samtidig fremhæves, at hans bog tillige indeholder et ikke ringe antal enkeltundersøgelser, som beholder deres uafhængige værdi, og det samme gælder om hans Filosofiens Historie, der naturligvis i de store træk er bygget på de i det forrige arbejde fastslåede anskuelser.
Måske ikke ret ofte er en filosofiens historie bygget på et bredere og omhyggeligere grundlag af selvsyn og omfattende originalkendskab til det stof, der behandles, og følgen er da også den, at Brøchner på adskillige punkter ved nye læsemåder eller fremdragning af hidtil oversete punkter har formået at bringe forøget klarhed og simpelhed til veje.
Også i disse værker er fremstillingsformen sammentrængt og tung, om den opmærksomme læser end snart vil få en levende
overbevisning om, at ikke et eneste ord eller udtryk står der uden efter den nøjeste overvejelse fra forfatterens side.
At Brøchner for øvrigt, om han havde sat særlig pris på at blive populær, godt kunne have skrevet ganske anderledes letfattelig, ses
tilstrækkelig af hans tre tidsskriftsbidrag og det lille Et Svar til Professor R. Nielsen.
Det var visselig ikke tankens uklarhed, men alene en uheldig lyst til indholdsfylde, forbundet med den fuldstændigste ligegyldighed for "Udfaldet", der her stod i vejen.
Ligesom Brøchner var fritænker i en tid, da det ikke var spor af mode at kokettere med sin afvigelse fra den herskende religiøse anskuelse, "fritænker" på egen hånd og af dybtfølte etisk-religiøse grunde, således var han overhovedet en i sig selv hvilende, i ædleste betydning stolt personlighed, der ikke følte sig afhængig af mængdens flygtige gunst og derfor heller ikke tog det ringeste skridt
for at vinde den.
Thomas Hansen Erslew: Forfatter-Lexicon
Nordisk Conversations Lexikon., 2. Udg.
Illustreret Tidende 2. Jan. 1876.
Norden, 1. H. (?)
K. Kroman. (som er Kroman, Kristian Frederik Vilhelm, 1846-1925, filosof.)

## Brøchners betydning
Ifølge Søren Holm: forbavsende lille
Brøchners betydning og indflydelse i Danmark har været forbavsende lille. Han har egentlig kun påvirket sine umiddelbare elever, og de kunne i længden ikke følge ham, der trods alt tilhørte hegelianismens periode. Dette gælder for eksempel Brandes og Høffding. Men hertil kommer at Brøchners bøger er skrevet i et sprog der ikke alene er overfyldt med filosofiske fagudtryk, men også er så indviklet og knudret i sin sætningsbygning, at han er ganske ulæselig uden for en snæver kreds. I den følgende generation begyndte man imidlertid at skrive læseligt og almenforståeligt. Dette gælder filosoffer som Heegaard i hans sene forfatterskab, Høffding og frem for alt Kroman. (Denne artikels forfatter i DBL) – (Holm 1943, s.117)
Nogle år senere skriver Holm i en anmeldelse af S.V. Rasmussens Den unge Brøchner fra 1966 om "den fornemme danske filosof Hans Brøchner", at hvis han havde kunnet skrive som han kunne tænke, ville hans indflydelse sikkert have ført til "det moderne gennembrud" både før og mindre larmende end det skete med Georg Brandes' Hovedstrømninger.
Ikke desto mindre tilegnede både Høffding og Brandes Brøchner et hovedværk: Brandes tilegnede første bind af Hovedstrømninger i det 19. Aarhundredes Litteratur fra 1872 og Høffding Den nyere Filosofis Historie fra 1894-1895 (Koch 2004, s.522)